# Phyllolabis nielseni
Phyllolabis nielseni är en tvåvingeart som beskrevs av Mannheims 1959. Phyllolabis nielseni ingår i släktet Phyllolabis och familjen småharkrankar.
Artens utbredningsområde är Grekland. Inga underarter finns listade i Catalogue of Life.